# لمس‌پاداران
لمس‌پاداران (نام علمی: Palpata) نام یک زیررده از رده پرتاران است.